# Adrian Donald
Adrian Michael Donald (Rotorua, 22 novembre 1977) è un allenatore di rugby a 15 ed ex rugbista a 15 neozelandese, attivo nel ruolo di pilone.